# Monocercops
Monocercops là một chi bướm đêm thuộc họ Gracillariidae.

## Các loài
- Monocercops actinosema (Turner, 1923)
- Monocercops nepalensis Kumata, 1989
- Monocercops resplendens (Stainton, 1862)
- Monocercops thoi Kumata, 1989
- Monocercops triangulata Kumata, 1989